# Lindsey Collen
Lindsey Collen (* 1948 Mqunduli, bei Umtata, Transkei, Südafrika) ist eine auf Mauritius lebende Schriftstellerin.

## Politische Einstellungen
Im Oktober 2024 gehörte Collen zu den Unterzeichnern eines Aufrufs zum Boykott israelischer Kulturinstitutionen, „die an der überwältigenden Unterdrückung der Palästinenser mitschuldig sind oder diese stillschweigend beobachtet haben“.

## Auszeichnungen
International bekannt wurde sie, als sie für ihren Roman Sita und die Gewalt 1994 den Commonwealth Writers’ Prize in der Kategorie Bester Roman aus Afrika erhalten hat. Dieser Roman ist auf Mauritius verboten. Auch ihr Roman Boy wurde 2005 in derselben Kategorie mit diesem Preis ausgezeichnet.

## Werke
- Sita und die Gewalt. Rowohlt Verlag, Reinbek bei Hamburg 1997, ISBN 3-499-13944-8.
- Die Wellen von Mauritius. Rowohlt Verlag, Reinbek bei Hamburg 1998, ISBN 3-499-22297-3.
- Lebenstanz, Roman. Lamuv-Verlag, Göttingen 1999, ISBN 3-88977-535-7.
- engl. Mutiny, Bloomsbury, 2001, ISBN 0-7475-5265-7.
- engl. Boy, Bloomsbury, 2004, ISBN 0-7475-6387-X.
- engl. The Malaria Man & other Neighbours. Ledikasyon pu travayer, St. Louis, Mauritius 2008, ISBN 978-99903-33-67-1.

## Veröffentlichungen in Kreol Morisyen
- Komye fwa mo finn trap enn pikan ursen. Ledikasyon pu travayer, St. Louis, Mauritius 1997, ISBN 99903-33-18-1.
- Natir imin : Mauritian Creole & English versions. Ledikasyon pu travayer, St. Louis, Mauritius 2000, ISBN 99903-33-31-9.